# Бріон мак Ехах
Бріон мак Ехах (давньоірл. Brión mac Echach) — напівлегендарний ірландський король V століття, син верховного короля Ірландії Еохайда Мугмедона, зведений брат Ніла Дев'яти Заручників. Разом з братами Айлілем та Фіахре був родоначальником клану Коннахту.
Основним джерелом інформації про Бріона є повість «Насильницька смерть Кримтана мак Фідаха та трьох синів Еохайда Мугмедона». Згідно з цією сагою, Бріон був улюбленим сином своєї матері Монгфінд, сестри Кримтана мак Фідаха (†367), короля Мюнстера. Вона хотіла, щоб Бріон став наступником Еохайда, але після його смерті почалася війна з її пасинком Найлом Ноїгаллахом (помер 405). Коли вона зрозуміла, що війна йде не на її користь, вона влаштувала так, щоб Кримтан став верховним королем і відправила Бріона вчитися воєнству. Після повернення Бріона через сім років Монгфінд отруїла брата, щоб отримати трон для Бріона.
Однак Найл успадкував престол і зробив Бріона своїм воєначальником. Бріон зайняв трон Коннахта, що призвело до війни зі його братом Фіахре. Бріон переміг Фіахре в битві біля Дамхлуаїна (поблизу сучасного міста Туам, графство Голвей), захопивши його у полон. Однак син Фіахре Нат згуртував сили і переміг Бріона, який загинув у другій битві біля Дамхлуаїна. Бріон був похований у Рос Каммі. Фіакре був звільнений і став новим королем Коннахту.
Син Бріона Дауї Тенга Ума успадкував трон Коннахту у 482 році.